# No Matter What You Do
Singles de Benny Benassi
Able to Love
(2003) Love Is Gonna Save Us
(2004)
Pistes de Hypnotica
Able to Love
(2) Let It Be
(4)
No Matter What You Do est une chanson de Benny Benassi sortie le 22 février 2004 sous le major Universal. 3e single extrait du premier album studio Hypnotica, la chanson a été écrite par Alessandro Benassi, Marco Benassi, Daniela Galli et produite par Alfredo Larry Pignagnoli.

## Classement par pays
Le single entre le 1er octobre 2011 dans le Top50 à la 98e place.
| Classement (2004)            | Meilleure position |
| ---------------------------- | ------------------ |
| Irlande (Singles Top 50)     | 33                 |
| Royaume-Uni (Singles Top 75) | 40                 |
| Italie (Singles Top 50)      | 42                 |
| France (SNEP)                | 44                 |
| Autriche (Singles Top 75)    | 57                 |
| Allemagne (Singles Top 100)  | 69                 |
| Suisse (Singles Top 75)      | 89                 |
| France (Club 40)             | 1                  |